# Madona kancléře Rolina
Madona kancléře Rolina je obraz od holandského malíře van Eycka vytvořený okolo roku 1435.

## Popis obrazu
Autorem obrazu je holandský malíř Jan van Eyck. Obraz byl vytvořen pro katedrálu ve francouzském městě Autun. Donátorem obrazu byl dvorní úředník Filipa Dobrotivého Burgundského (1396–1467), jeho kancléř Nicolas Rolin. Postava muže, klečícího před Marií, je kancléřovým portrétem. Je zobrazen se sepjatýma rukama a hledí na Marii, držící na klíně děťátko, malého Ježíška. Ten klečícímu muži žehná pozvednutou pravou ručičkou. Reliéfy nad klečícím kancléřem zobrazují lidskou hříšnost, nad postavou Madony Eyck umístil symboly spravedlnosti. V arkádách znázorňujících nebeský chrám zobrazil malíř pohled do rajské zahrady s jemně odstupňovanou krajinou a dokonale vykreslenými detaily.
Malíř uplatnil v pozadí obrazu skvěle propracovanou perspektivu. Celý prostor zobrazovaného interiéru je otevřen arkádami na terasu, z jejíž hradeb se dívají na město dvě postavičky. Podle názoru některých znalců tady Eyck namaloval skutečný pohled na některé město, které znal. Snad Lutych, snad Maastricht. Je ale také možné, že malíř nezobrazoval pohled na skutečné město, maloval dle své fantazie. Dvě drobné postavy, zobrazené na terase jsou k divákovi otočeny zády a dívají se na do daleka vybíhající horizont krajiny. Malíři se pomocí těchto postav daří zdůraznit hloubku obrazu, obrací pozornost diváka k detailně a precizně zpracované krajině. Pohled na vysoko vybíhající horizont je umožněn průhledem arkádami.

## Malíř Jan van Eyck
Narodil se kolem roku 1390 v Maaseycku u Maastrichtu, zemřel 1441 v Bruggách. Kolem roku 1422 pracoval pro holandského vévodu Jana Bavorského. Po třech letech přechází do služeb Filipa Dobrotivého Burgundského v Lille (1396–1467). Eyckovi je připisován vynález olejomalby. Technika olejomalby je sice starší, ale Eyck si tuto techniku tradiční středověké tempery pro svůj sloh přizpůsobil. Nanášel na křídový podklad temperovou podmalbu a obraz pak dokončoval barevnými lazurami, které spojoval fermeží. Tím dosahoval výrazné hloubky tónů a lesku barvy. Byl tvůrcem nového stylu malby, založené na precizním zpracování detailu, který pak přejala nizozemská malba 15. a 16. století. A nejen nizozemské malířství, Jan van Eyckův způsob zachycení skutečnosti silně ovlivnilo celé evropské umění. Přírodu i postavy maloval realisticky, přesto jsou jeho obrazy plné symboliky. Uchvacují až mikroskopickým viděním, vystižením drobných detailů, ať už zobrazuje krajinu či maluje portrét, aniž porušuje jednotnou koncepci díla. Jan van Eyck byl malířem ve své době tak výjimečným, že dlouho nenašel žádného následovatele.